# A magyar női labdarúgó-válogatott 2013. május 31-i mérkőzése
Előző mérkőzés - Következő mérkőzés
A magyar női labdarúgó-válogatott barátságos mérkőzése Wales ellen, 2013. május 31-én, amely 4–0-s magyar győzelemmel zárult.

## Előzmények
2013. május 20-án és 21-én kétnapos edzőtábort tartott a válogatott csapat Vágó Attila vezetésével Lipóton. A meghívott játékosok:
Szőcs Réka (MTK), Németh Júlia (FTC), Földes Fanni (Viktória) kapusok, Szeitl Szilvia (Femina),  Pinczi Anita (MTK), Demeter Réka (MTK), Szabó Zsuzsanna (MTK), Tóth II Alexandra (Viktória), Mosdóczi Evelin (FTC), Szabó Viktória (FTC), Marsai Nikoletta (Viktória) hátvédek, Szabó Boglárka (Astra), Csiszár Henrietta (MTK), Smuczer Angéla (MTK), Nagy Lilla (MTK), Sipos Lilla (Viktória), Palkovics Nóra (MTK), Zeller Dóra (FTC) középpályások, Pádár Anita (MTK), Kaján Zsanett (FTC), Zágor Bernadett (MTK), Fogl Katalin (Astra).

## Keretek
Gál Tímea 50., Demeter Réka és Fogl Katalin 25. válogatottságát ünnepelte ezen a mérkőzésen.

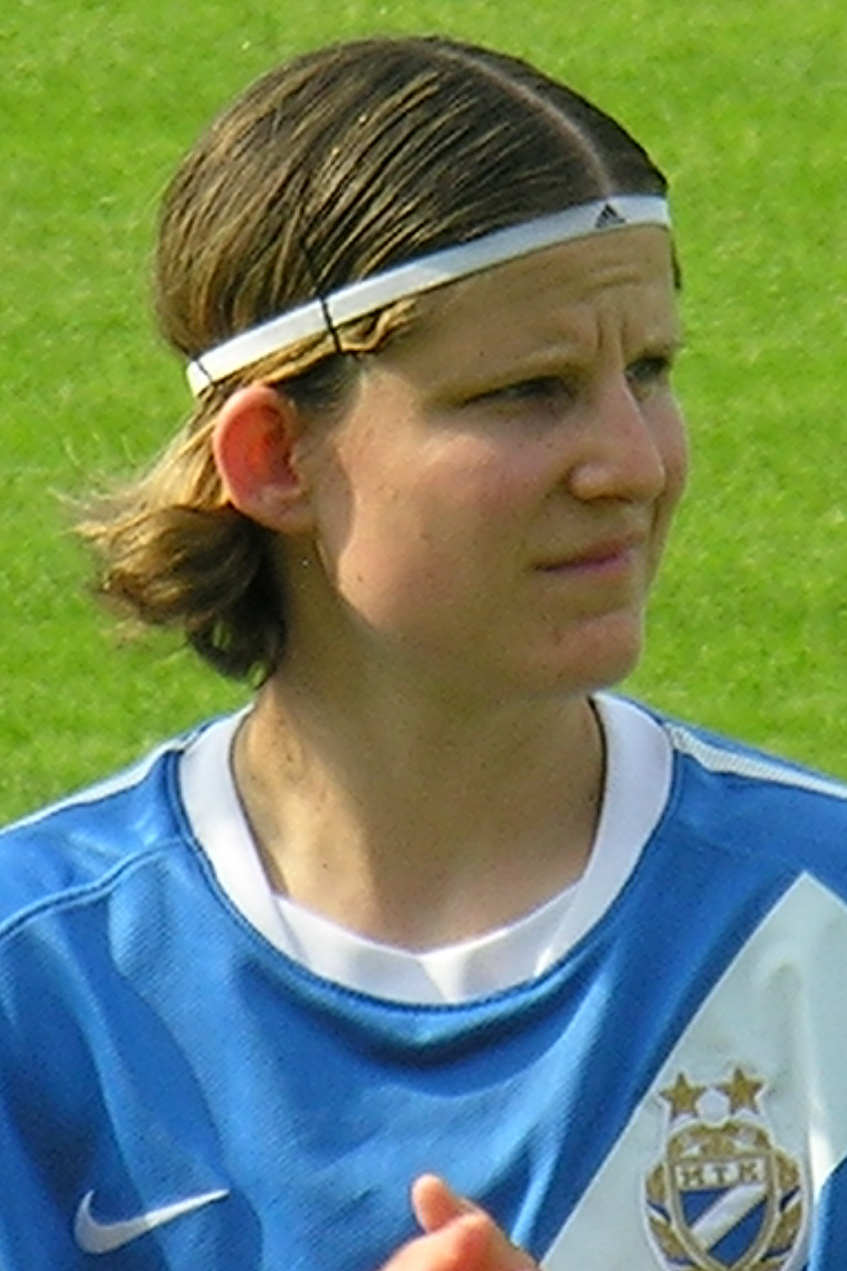
Gál Tímea
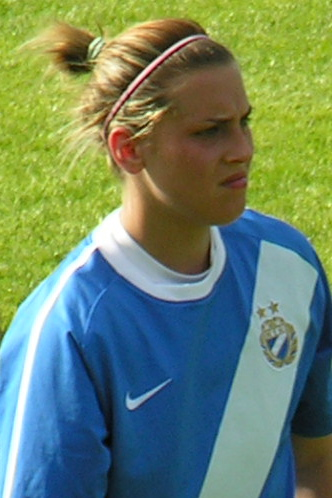
Demeter Réka
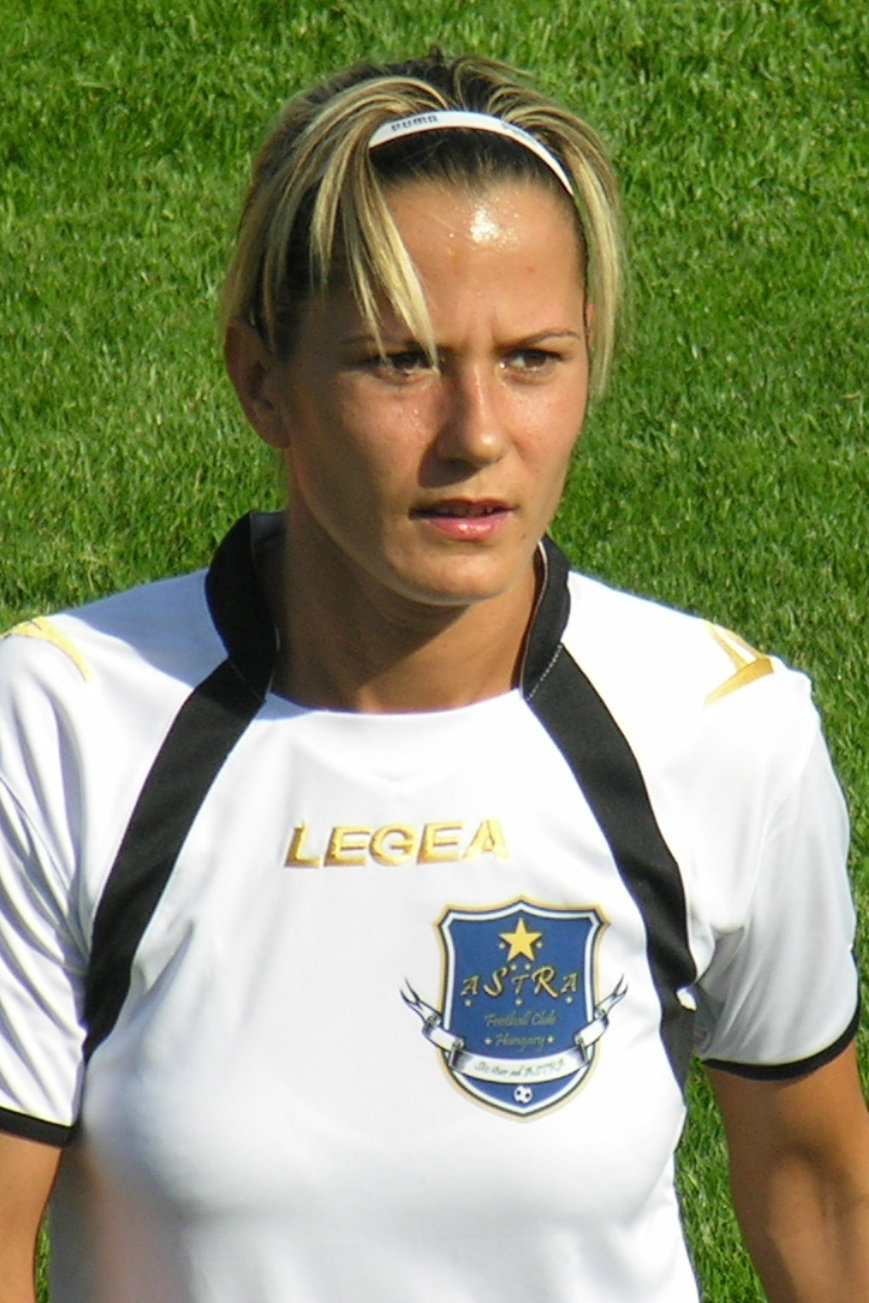
Fogl Katalin

| Magyarország         | Magyarország | Magyarország | Magyarország     |
| Név                  | Kor          | Vál./Gól     | Klub             |
| -------------------- | ------------ | ------------ | ---------------- |
| Szőcs Réka           | 23 éves      | 38 / 0       | MTK Hungária     |
| Németh Júlia         | 21 éves      | 3 / 0        | Ferencvárosi TC  |
| Kovács Klaudia       | 22 éves      | 5 / 0        | Astra Hungary FC |
| Szeitl Szilvia       | 26 éves      | 43 / 0       | 1. FC Femina     |
| Gál Tímea            | 28 éves      | 49 / 0       | MTK Hungária     |
| Tálosi Szabina       | 24 éves      | 39 / 4       | FC Südburgenland |
| Demeter Réka         | 21 éves      | 24 / 0       | MTK Hungária     |
| Szabó Viktória       | 16 éves      | 1 / 0        | Ferencvárosi TC  |
| Szabó Zsuzsanna      | 22 éves      | 1 / 0        | MTK Hungária     |
| Tóth II Alexandra    | 20 éves      | 29 / 0       | Viktória FC      |
| Csiszár Henrietta    | 19 éves      | 15 / 2       | MTK Hungária     |
| Szabó Boglárka       | 20 éves      | 20 / 0       | Astra Hungary FC |
| Smuczer Angéla       | 31 éves      | 80 / 1       | MTK Hungária     |
| Zimányi Kovács Anikó | 21 éves      | 1 / 0        | Szegedi AK       |
| Palkovics Nóra       | 18 éves      | 1 / 0        | MTK Hungária     |
| Rácz Zsófia          | 24 éves      | 36 / 4       | 1. FC Lübars     |
| Pádár Anita          | 34 éves      | 104 / 35     | MTK Hungária     |
| Fogl Katalin         | 29 éves      | 24 / 3       | Astra Hungary FC |
| Zágor Bernadett      | 23 éves      | 21 / 2       | MTK Hungária     |
| Zeller Dóra          | 18 éves      | 0 / 0        | Ferencvárosi TC  |
| Mosdóczi Evelin      | 18 éves      | 0 / 0        | Ferencvárosi TC  |
| Kaján Zsanett        | 15 éves      | 4 / 0        | Ferencvárosi TC  |
| Víg Viktória         | 21 éves      | 0 / 0        | UE L'Estartit    |

| Wales | Wales | Wales    | Wales |
| Név   | Kor   | Vál./Gól | Klub  |
| ----- | ----- | -------- | ----- |

 megjegyzés: Az adatok a mérkőzés napjának megfelelőek!

## Az összeállítások
| 2013. május 31. |

| Magyarország          | 4 – 0   | Wales |
| --------------------- | ------- | ----- |
| Pádár Szabó B. Zeller | (2 – 0) |       |

| Gyirmót |

| Magyarország | Wales |

| MAGYARORSZÁG:        |    |                      |     |
|                      |    |                      |     |
| K                    | 1  | Szőcs Réka           |     |
| V                    | 9  | Szeitl Szilvia       | 56' |
| V                    | 18 | Tálosi Szabina       |     |
| V                    | 17 | Demeter Réka         | 51' |
| V                    | 5  | Gál Tímea            |     |
| VKP                  | 6  | Smuczer Angéla       | 68' |
| VKP                  | 3  | Csiszár Henrietta    |     |
| TKP                  | 16 | Szabó Boglárka       |     |
| TKP                  | 8  | Pádár Anita          | 63' |
| TKP                  | 15 | Rácz Zsófia          | 68' |
| CS                   | 21 | Zágor Bernadett      | 56' |
| Cserék:              |    |                      |     |
| K                    | 22 | Németh Júlia         |     |
| V                    | 13 | Palkovics Nóra       | 56' |
| V                    | 7  | Szabó Zsuzsanna      | 51' |
| CS                   | 23 | Zeller Dóra          | 68' |
| CS                   | 14 | Mosdóczi Evelin      | 63' |
| CS                   | 11 | Fogl Katalin         | 68' |
| CS                   | 19 | Víg Viktória         | 56' |
| V                    | 4  | Tóth II Alexandra    |     |
| V                    | 20 | Szabó Viktória       |     |
| CS                   | 5  | Kaján Zsanett        |     |
| CS                   | 2  | Zimányi Kovács Anikó |     |
| Szövetségi kapitány: |    |                      |     |
| Vágó Attila          |    |                      |     |

| WALES: |  |
|        |  |

## A mérkőzés
| „             | Kissé nehéz volt a meccs eleje, de miután felvettük a megfelelő ritmust, nem engedtük ki a kezünkből az irányítást, és magabiztos győzelmet arattunk. A magyar női fociban minden pici sikert meg kell becsülnünk, lépésről lépésre kell haladnunk előre. Fontos, hogy nemzetközi mérkőzésen is ki tudjuk próbálni a fiatalokat, ezúttal Mosdóczi Evelin, Zeller Dóra és Víg Viktória személyében hárman mutatkoztak be a válogatottban. Szépen alakul a csapat, a mai mérkőzés is elérte a célját, választ kaptam néhány nyitott kérdésre, és több játékos formájáról is meggyőződhettem. | ” |
| – Vágó Attila | |   |

## Örökmérleg a mérkőzés után
| Magyarország | :         | Wales |
| ------------ | --------- | ----- |
| 1            | Győzelem  | 1     |
| 1            | Döntetlen | 1     |
| 6            | Gólok     | 3     |
| 4/9          | Pontok    | 4/9   |
| 44.44        | %         | 44.44 |